# Love 101
 (janvier 2024).
La mise en forme du texte ne suit pas les recommandations de Wikipédia : il faut le « wikifier ».
Les points d'amélioration suivants sont les cas les plus fréquents. Le détail des points à revoir est peut-être précisé sur la page de discussion.
- Les titres sont pré-formatés par le logiciel. Ils ne sont ni en capitales, ni en gras.
- Le texte ne doit pas être écrit en capitales (les noms de famille non plus), ni en gras, ni en italique, ni en « petit »…
- Le gras n'est utilisé que pour surligner le titre de l'article dans l'introduction, une seule fois.
- L'italique est rarement utilisé : mots en langue étrangère, titres d'œuvres, noms de bateaux, etc.
- Les citations ne sont pas en italique mais en corps de texte normal. Elles sont entourées par des guillemets français : « et ».
- Les listes à puces sont à éviter, des paragraphes rédigés étant largement préférés. Les tableaux sont à réserver à la présentation de données structurées (résultats, etc.).
- Les appels de note de bas de page (petits chiffres en exposant, introduits par l'outil «  Source ») sont à placer entre la fin de phrase et le point final[comme ça].
- Les liens internes (vers d'autres articles de Wikipédia) sont à choisir avec parcimonie. Créez des liens vers des articles approfondissant le sujet. Les termes génériques sans rapport avec le sujet sont à éviter, ainsi que les répétitions de liens vers un même terme.
- Les liens externes sont à placer uniquement dans une section « Liens externes », à la fin de l'article. Ces liens sont à choisir avec parcimonie suivant les règles définies. Si un lien sert de source à l'article, son insertion dans le texte est à faire par les notes de bas de page.
- La présentation des références doit suivre les conventions bibliographiques. Il est recommandé d'utiliser les modèles {{Ouvrage}}, {{Chapitre}}, {{Article}}, {{Lien web}} et/ou {{Bibliographie}}. Le mode d'édition visuel peut mettre en forme automatiquement les références.
- Insérer une infobox (cadre d'informations à droite) n'est pas obligatoire pour parachever la mise en page.

Pour une aide détaillée, merci de consulter Aide:Wikification.
Si vous pensez que ces points ont été résolus, vous pouvez retirer ce bandeau et améliorer la mise en forme d'un autre article.
Amour 101 (turc : Aşk 101) est une série télévisée de comédie dramatique turque pour adolescents, avec Mert Yazıcıoğlu, Kubilay Aka, Alina Boz, Selahattin Paşalı, İpek Filiz Yazıcı, Pınar Deniz, Kaan Urgancıoğlu et Ece Yüksel (2e saison). Sa première saison, composée de 8 épisodes, est réalisée par Ahmet Katıksız et Deniz Yorulmazer, écrite par Meriç Acemi et Destan Sedolli. La série a commencé à être diffusée sur Netflix le 24 avril 2020,.
La deuxième et dernière saison a débuté le 30 septembre 2021. Il est réalisé par Umut Aral et Gönenç Uyanık et comprend 8 épisodes.

## Synopsis
L'histoire commence dans l'Istanbul d'aujourd'hui lorsqu'une femme appelée Işık (Bade İşçil) arrive dans une vieille maison. Là, elle se souvient du passé et des amis de sa jeunesse.
En 1998, un groupe de jeunes (Eda, Osman, Sinan et Kerem), étudiants dans une école d'Istanbul risquent d'être expulsés en raison de leur mauvais comportement. Ils sont très différents de leurs camarades de classe, donc très seuls. Le directeur et la plupart des enseignants sont contre eux, un seul enseignant du nom de Burcu (Pınar Deniz  fait de son mieux pour protéger les adolescents. Cependant, ils découvrent que Burcu sera relocalisée, ce qui signifie qu'ils seront tous expulsés après sa relocalisation. Afin d'éviter cela, les étudiants s'unissent et élaborent un plan. Les étudiants découvrent que selon la loi, elle peut choisir elle-même son lieu de travail si elle est mariée. Ils décident qu'ils essaieront de faire tomber Burcu amoureuse du nouveau professeur de sport, Kemal (Kaan Urgancıoğlu), afin qu'elle puisse rester à Istanbul. Bientôt, ils découvrent que Burcu est déjà dans une relation « heureuse » et qu'il ne sera pas facile de la faire rester. Ils demandent l'aide d'Işık (İpek Filiz Yazıcı), une excellente élève et une fille au grand cœur. Bientôt, elle fait partie de leur groupe. Cette union aide les étudiants à changer pour le mieux, à se comprendre eux-mêmes, à réaliser l'importance de la véritable amitié, à trouver l'amour et leur propre chemin dans la vie. Eda (Alina Boz) aspire à devenir graphiste, même si sa famille veut qu'elle gagne de l'argent et progresse dans la société. Osman (Selahattin Paşalı) est un jeune entrepreneur qui essaie de sortir de la pauvreté en trouvant toujours des concerts. Sinan (Mert Yazıcıoğlu) lutte pour garder sa vie ensemble, sirotant toujours sa flasque alors qu'il continue de vivre avec son grand-père sénile depuis l'âge de 14 ans après le divorce de sa famille. Kerem (Kubilay Aka), un basketteur qui est expulsé de l'équipe de l'école, se bat également pour être le fils d'une personne très célèbre en Turquie.

## Distribution
- Mert Yazıcıoğlu dans le rôle de Sinan
- Kubilay Aka comme Kerem
- Alina Boz dans le rôle d'Eda
- Selahattin Paşalı dans le rôle d'Osman
- İpek Filiz Yazıcı comme Işık
- Pinar Deniz dans le rôle de Burcu
- Kaan Urgancıoğlu dans le rôle de Kemal
- Ece Yüksel comme Elif (saison 2)

- Müfit Kayacan dans le rôle de Necdet
- Fatih Al dans le rôle de Yıldıray (saison 2)
- Bade İşçil en tant qu'adulte Işık
- Tuba Ünsal en tant qu'Eda adulte
- Mert Fırat en tant que Kerem adulte (saison 2)
- Fatih Artman en tant qu'Osman adulte (saison 2)
- Uraz Kaygılaroğlu en tant que Sinan adulte (saison 2)
- Ali Il comme Tuncay
- Merve Akkaya dans le rôle de Billur

## Épisodes

### Saison 1 (2020)
| N°Episode | Titre                        | Réalisateur      | Creation    | Date de diffusion |
| --------- | ---------------------------- | ---------------- | ----------- | ----------------- |
| 1         | Le premier regard            | Ahmet Ktiksiz    | Meriç Acemi | 24 Avril 2020     |
| 2         | Une admirationmutuelle       | Ahmet Ktiksiz    | Meriç Acemi | 24 Avril 2020     |
| 3         | L'envol du désir             | Ahmet Ktiksiz    | Meriç Acemi | 24 Avril 2020     |
| 4         | Absence et manque            | Ahmet Ktiksiz    | Meriç Acemi | 24 Avril 2020     |
| 5         | La profondeur des sentiments | Deniz Yorulmazer | Meriç Acemi | 24 Avril 2020     |
| 6         | Jeux et enjeux               | Deniz Yorulmazer | Meriç Acemi | 24 Avril 2020     |
| 7         | Changement de cap            | Deniz Yorulmazer | Meriç Acemi | 24 Avril 2020     |
| 8         | Un moment unique             | Deniz Yorulmazer | Meriç Acemi | 24 Avril 2020     |

### Saison 2 (2021)
| N° | Titre     | Réalisateur   | Création    | date de diffusion |
| -- | --------- | ------------- | ----------- | ----------------- |
| 1  | Episode 1 | Gönenç Uyanik | Meriç Acemi | 30 Septembre 2021 |
| 2  | Episode 2 | Gönenç Uyanik | Meriç Acemi | 30 Septembre 2021 |
| 3  | Episode 3 | Gönenç Uyanik | Meriç Acemi | 30 Septembre 2021 |
| 4  | Episode 4 | Gönenç Uyanik | Meriç Acemi | 30 Septembre 2021 |
| 5  | Episode 5 | Umut Aral     | Meriç Acemi | 30 Septembre 2021 |
| 6  | Episode 6 | Umut Aral     | Meriç Acemi | 30 Septembre 2021 |
| 7  | Episode 7 | Umut Aral     | Meriç Acemi | 30 Septembre 2021 |
| 8  | Episode 8 | Umut Aral     | Meriç Acemi | 30 Septembre 2021 |

### Lieux de tournage
Le tournage principal des première et deuxième saisons a eu lieu au lycée professionnel et technique d'Anatolie Akif Tunçel à Şişli, Istanbul.

## Réception
Avant la première de la série, il a été affirmé que le personnage d'Osman était utilisé à des fins de « propagande homosexuelle » et de « déviance »,,. Netflix a nié ces affirmations. Les critiques, qui ont regardé les 8 premiers épisodes de la série et en ont parlé dans leurs colonnes, ont déclaré qu'un tel personnage n'existait pas dans la série,.